# Coniophanes taeniata
Coniophanes taeniata — вид змій родини полозових (Colubridae). Ендемік Мексики.

## Поширення і екологія
Coniophanes taeniata мешкають на карибських схилах Мексики. Вони живуть в тропічних лісах.